# Radical 49
Le radical 49, qui s'écrit 己 et signifie « soi-même », est l'un des 214 radicaux chinois répertoriés dans le dictionnaire de Kangxi. C'est l'un des 31 radicaux composés de trois traits.

## Caractères avec le radical 49
Les liens sur chaque caractère mènent vers le Wiktionnaire.
| Nombre de traits          | Caractères     |
| ------------------------- | -------------- |
| Sans trait supplémentaire | 己 已 巳       |
| 1 trait supplémentaire    | 巴             |
| 2 traits supplémentaires  | 㠯             |
| 3 traits supplémentaires  |                |
| 4 traits supplémentaires  | 巵             |
| 5 traits supplémentaires  | 㠰 巶          |
| 6 traits supplémentaires  | 巷 巸 巹 巺 巻 |
| 7 traits supplémentaires  | 巼             |
| 8 traits supplémentaires  | 㠱             |
| 9 traits supplémentaires  | 巽             |

## Caractère 己
Outre son rôle de clé de dictionnaire et de radical graphique, 己 est un caractère autonome en chinois (pinyin : jǐ ; litt. « soi-même »).
En japonais, c'est un kanji se prononçant « ko » en français et signifiant également « soi-même », « personnel ».
Son caractère Unicode est 5DF1.